# Championnats du monde de patinage artistique 1924
Navigation
Mondiaux 1923 Mondiaux 1925
Les championnats du monde de patinage artistique 1924 ont lieu du 16 au 17 février 1924 à Christiania en Norvège pour les Dames, et du 26 au 27 février 1924 au Ice Palace de Manchester au Royaume-Uni pour les Messieurs et les Couples.  

## Podiums
| Épreuves                      | Or                               | Argent                    | Bronze                          |
| ----------------------------- | -------------------------------- | ------------------------- | ------------------------------- |
| Messieurs résultats détaillés | Gillis Grafström                 | Willy Böckl               | Ernst Oppacher                  |
| Dames résultats détaillés     | Herma Szabó                      | Ellen Brockhöft           | Beatrix Loughran                |
| Couples résultats détaillés   | Helene Engelmann / Alfred Berger | Ethel Muckelt / John Page | Elna Henrikson / Kaj af Ekström |

## Tableau des médailles
| Rang  | Nation      | Or | Argent | Bronze | Total |
| ----- | ----------- | -- | ------ | ------ | ----- |
| 1     | Autriche    | 2  | 1      | 1      | 4     |
| 2     | Suède       | 1  | 0      | 1      | 2     |
| 3     | Allemagne   | 0  | 1      | 0      | 1     |
| 3     | Royaume-Uni | 0  | 1      | 0      | 1     |
| 5     | États-Unis  | 0  | 0      | 1      | 1     |
| Total | Total       | 3  | 3      | 3      | 9     |

## Détails des compétitions

### Messieurs
| Rang | Nom              | Nation      | Places | Points | Fig. impo. | Prog. libre |
| ---- | ---------------- | ----------- | ------ | ------ | ---------- | ----------- |
| 1    | Gillis Grafström | Suède       | 5      |        |            |             |
| 2    | Willy Böckl      | Autriche    | 10     |        |            |             |
| 3    | Ernst Oppacher   | Autriche    | 22     |        |            |             |
| 4    | John Page        | Royaume-Uni | 23     |        |            |             |
| 5    | Ludwig Wrede     | Autriche    | 23     |        |            |             |
| 6    | Otto Preißecker  | Autriche    | 26     |        |            |             |
| 7    | Martin Stixrud   | Norvège     | 31     |        |            |             |

### Dames
| Rang | Nom              | Nation     | Places | Points | Fig. impo. | Prog. libre |
| ---- | ---------------- | ---------- | ------ | ------ | ---------- | ----------- |
| 1    | Herma Szabó      | Autriche   | 5      |        |            |             |
| 2    | Ellen Brockhöft  | Allemagne  | 12     |        |            |             |
| 3    | Beatrix Loughran | États-Unis | 16     |        |            |             |
| 4    | Gisela Reichmann | Autriche   | 12     |        |            |             |
| 5    | Sonja Henie      | Norvège    | 22     |        |            |             |
| 6    | Klara Johansen   | Norvège    | 28     |        |            |             |
| 7    | Ragnvi Torslow   | Suède      | 35     |        |            |             |

### Couples
| Rang | Nom                              | Nation      | Places | Points |
| ---- | -------------------------------- | ----------- | ------ | ------ |
| 1    | Helene Engelmann / Alfred Berger | Autriche    | 5      |        |
| 2    | Ethel Muckelt / John Page        | Royaume-Uni | 10     |        |
| 3    | Elna Henrikson / Kaj af Ekström  | Suède       | 15     |        |